# Kőhida
Kőhida (korábban Gederócz, szlovénül: Gederovci, vendül Gederouvci, németül: Sicheldorf) falu Szlovéniában, Muravidéken, Pomurska régióban. Közigazgatásilag Csendlakhoz tartozik.

## Fekvése
Muraszombattól 10 km-re nyugatra közvetlenül a stájer határ mellett fekszik.

## Története
A települést 1366-ban "Ztanehnafalua" néven említik először. Az 1364 karácsonyán jóvá hagyott egyezség szerint  Széchy Péter fia Miklós dalmát-horvát bán és testvére Domonkos erdélyi püspök kapták királyi adományul illetve cserében a Borsod vármegyei Éleskőért, Miskolcért és tartozékaikért Felsőlendvát és tartozékait, mint a magban szakadt Omodéfi János birtokát. Az 1366-os beiktatás alkalmával részletesebben kerületenként is felsorolják az ide tartozó birtokokat, melyek között a falu "Ztanehnafalua in districtu Beelmura" alakban szerepel. A település a későbbi századokon át is birtokában maradt a családnak. A felsőlendvai uradalom belmurai kerületéhez tartozott.
1687-ben a Széchy család fiági kihalása után Kéry Ferenc és felesége Széchy Julianna grófnő  a birtokot a Szapáry családnak adta el.
Az 1837. évi adatok szerint 110 katolikus és 27 evangélikus lakja. Ekkor az ún. Tótsági járás egyik peremközsége volt. Egyike volt az egykor Vas vármegye területén létezett hét határszéli vámnak. A 19. században még Gederócz néven szerepelt a térképeken. A Kőhida magyarosított alak nem fedi eredeti nevének jelentését. Kossics József szerint a Gederócz név gyökerét a vend Gedrt keresztnévben kell keresni, ami a Gertrúd keresztnév itteni változata.
Vályi András szerint "GEDEROTZ. vagy Gederőtz. Elegyes falu Vas Vármegyében, földes Urai G. Battyáni, és G. Szapáry Uraságok, lakosai hatolikusok, fekszik Tiszinának szomszédságában, ’s ennek filiája, Mura vize mellett, határja gazdag, vagyonnyai jelesek, mind Csernetznek, első Osztálybéli."
Fényes Elek szerint "Gederócz, vindus falu, Vas vmegyében, rónaságon, a muraszombati uradalomban: 114 kath., 42 evang. lak., harminczadhivatallal."
Vas vármegye monográfiája szerint " Kőhida, stájer határszéli kis vend község, 24 házzal és 171 r. kath. lakossal. Postája Ferenczfalva, távírója Muraszombat. A községnél határszéli vámot szedtek azelőtt."
1910-ben 181, túlnyomórészt szlovén lakosa volt. A trianoni békeszerződésig Vas vármegye Muraszombati járásához tartozott, 1919-ben átmenetileg a de facto Mura Köztársaság része lett. Még ebben az évben a Szerb–Horvát–Szlovén Királysághoz csatolták, ami 1929-től Jugoszlávia nevet vette fel. 1941-ben átmeneti időre ismét Magyarországhoz tartozott, 1945 után visszakerült jugoszláv fennhatóság alá. 1991 óta a független Szlovénia része. Ekkor 169 lakosa volt.
A község sík rónaságon fekszik, közel az osztrák határhoz. Ausztria felé határátkelő is üzemelt, ami Schengeni egyezmény értelmében Szlovénia EU csatlakozásával megszűnt. 2002-ben 173 lakosa volt.

## Nevezetességei
- Kulturális emlék a régi iskola 1897-ben emelt épülete, mely az 1980-as évekig működött.
- A Štivan-ház a 20. század elején épült.